# Burak Yıldırım
Burak Yıldırım (ur. 20 maja 1990 w Izmicie) – turecki wioślarz.

## Osiągnięcia
- Mistrzostwa Świata U-23 – Račice 2009 – czwórka bez sternika wagi lekkiej – 20. miejsce[1].
- Mistrzostwa Świata – Poznań 2009 – ósemka wagi lekkiej – 7. miejsce[1].